# Robert Held
Robert Anton Held (* 2. Oktober 1875 in Heilbronn; † 19. Januar 1938 in Stuttgart) war ein deutscher Jurist und zuletzt Präsident des württembergischen Verwaltungsgerichtshofs. 

## Leben
Der Sohn eines Regierungsrats legte 1884 am Karls-Gymnasium Heilbronn das Abitur ab. Zum Wintersemester 1895/96 nahm er das Studium der Rechts- und Staatswissenschaften an der Eberhard Karls Universität Tübingen auf. Er wurde Mitglied der Studentenverbindung Landsmannschaft Schottland. 1904 wurde er bei Heinrich Triepel zum Dr. jur. mit der Dissertation Das württembergische Notverordnungsrecht unter Vergleich mit dem Notverordnungsrecht anderer deutscher Staaten promoviert.
Held trat 1902 in die württembergische Innenverwaltung ein und war bis 1904 Amtmann beim Oberamt Heilbronn. Von 1904 bis 1908 war er Ratsassessor beim Stadtschultheißenamt Stuttgart. 1908 wurde er planmäßiger Assessor im württembergischen Innenministerium mit dem Titel Oberamtmann und 1911 Amtsvorstand des Oberamts Besigheim. 1918 wechselte er als Ministerialrat wieder ins Innenministerium und dann ins Ernährungsministerium.  Ab 1927 war er Ministerialdirektor im württembergischen Innenministerium. Aus politischen Gründen entfernte man ihn 1933 aus diesem Amt. Robert Held wurde 1933 als Nachfolger von Edmund Rau zum Präsidenten des Württembergischen Verwaltungsgerichtshofs ernannt. Seit 1935 war er aufgrund der bei einem schweren Verkehrsunfall erlittenen Verletzungen dienstunfähig, die Versetzung in den Ruhestand erfolgte krankheitsbedingt am 31. Juli 1936.